# Acople Tusi

Modelo animado del acople Tusi.

El acople Tusi es un dispositivo matemático en el que un pequeño círculo gira dentro de otro círculo más grande, dos veces el diámetro del círculo más pequeño. Las rotaciones de los círculos hacen que un punto de la circunferencia del círculo más pequeño oscile hacia adelante y hacia atrás en movimiento rectilíneo a lo largo de un diámetro del círculo mayor.
El acople fue propuesto por el astrónomo y matemático persa del siglo XIII Nasir al-Din al-Tusi, en su obra Tahrir al-Majisti (Comentario sobre el Almagesto), de 1247, como una solución para el movimiento latitudinal de los planetas inferiores, y más tarde utilizado extensamente como un sustituto para el ecuante introducido más de mil años antes en el Almagesto de Ptolomeo.

## Descripción original

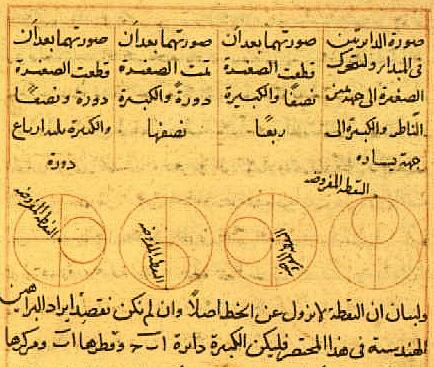
Diagrama del propio Tusi del acople que lleva su nombre, siglo XIII.

Algunos comentaristas modernos también denominan al acople Tusi un «dispositivo rodante» y lo describen como un pequeño círculo rodando dentro de un gran círculo fijo. Sin embargo, el propio Tusi lo describió de manera diferente:

Si dos círculos coplanares, cuyo diámetro es igual a la mitad del diámetro del otro, se toman internamente tangentes en un punto, y si se toma un punto en el círculo más pequeño -y se deja en el punto de tangencia y si los dos círculos se mueven con movimientos simples en dirección opuesta de tal manera que el movimiento del círculo menor es el doble que el mayor, de modo que el más pequeño completa dos rotaciones para cada rotación del más grande, entonces ese punto se ve que se mueve en el diámetro del círculo más grande que inicialmente pasa a través del punto de tangencia, oscilando entre los extremos.

## Relación con las teorías astronómicas de Tusi
Nasir al-Din al-Tusi, nacido en la ciudad de Tus en 1201, es reconocido en todo el mundo islámico como un de los «grandes sabios». Tusi fue el primer astrónomo en intentar una solución que proporcionara movimientos latitudinales sin introducir un componente longitudinal. Para ello, propuso en una obra llamada Tahrlr al-Majisti, que se completó en 1247, que el movimiento oscilatorio fuera producido por los movimientos combinados circulares uniformes de dos círculos idénticos, uno que cabalga en la circunferencia del otro. En ese punto, Tusi simplemente afirma que si uno de estos círculos se moviera a una velocidad uniforme igual al doble de la velocidad del otro, y en una dirección hacia él, entonces cualquier punto en la circunferencia del primer círculo oscilaría en una línea recta a lo largo de uno de los diámetros del segundo círculo.

## Otras fuentes
El término «acople Tusi» es moderno, acuñado por Edward Stewart Kennedy en 1966. Es uno de varios dispositivos astronómicos islámicos tardíos que tienen una semejanza llamativa con los modelos descritos en De revolutionibus de Nicolás Copérnico, incluyendo su modelo de Mercurio y su teoría de la trepidación. Los historiadores sospechan que Copérnico u otro autor europeo tuvo acceso al texto astronómico árabe, pero aún no se ha identificado una cadena de transmisión exacta, aunque se ha sugerido al científico y viajero Guillaume Postel.
Ya que el acople Tusi fue utilizado por Copérnico en su reformulación de la astronomía matemática, existe un creciente consenso de que se dio cuenta de esta idea de alguna manera. Se ha sugerido que la idea del acople Tusi puede haber llegado a Europa dejando pocos rastros manuscritos, ya que podría haber ocurrido sin la traducción de cualquier texto árabe en latín. Una posible vía de transmisión puede haber sido a través de la ciencia bizantina, que tradujo algunas de las obras de Tusi del árabe al griego bizantino. Varios manuscritos bizantinos griegos que contienen el acople Tusi todavía existen en Italia.
Hay otras fuentes para este modelo matemático para convertir movimientos circulares a movimientos lineales alternativos. Se encuentra en el Comentario sobre el Primer Libro de Euclides de Proclo y el concepto era conocido en París a mediados del siglo XIV. En su Questiones sobre la sphaera (escrito antes de 1362), Nicolás Oresme describió cómo combinar movimientos circulares para producir un movimiento recíproco lineal de un planeta a lo largo del radio de su epiciclo. La descripción de Oresme no está clara y no es seguro si representa una invención independiente o un intento de enfrentarse a un texto árabe mal entendido.

## Aplicaciones posteriores
Aunque el acople Tusi se desarrolló dentro de un contexto astronómico, matemáticos e ingenieros posteriores desarrollaron versiones similares de lo que se llamó mecanismos lineales hipocicloides. El matemático Gerolamo Cardano diseñó un sistema conocido como «movimiento de Cardano». Los ingenieros del siglo XIX James White, Matthew Murray, así como los diseñadores posteriores, desarrollaron aplicaciones prácticas del mecanismo hipocicloide de línea recta.

## Hipotrocoide

Las elipses (verde, cian, roja) son hipotrocoides del acople Tusi.

Una propiedad del acople Tusi es que los puntos en el círculo interior que no están en la circunferencia trazan elipses. Estas elipses, y la línea recta trazada por el acople clásico Tusi, son casos especiales de hipotrocoides.